# Лисель-спирт

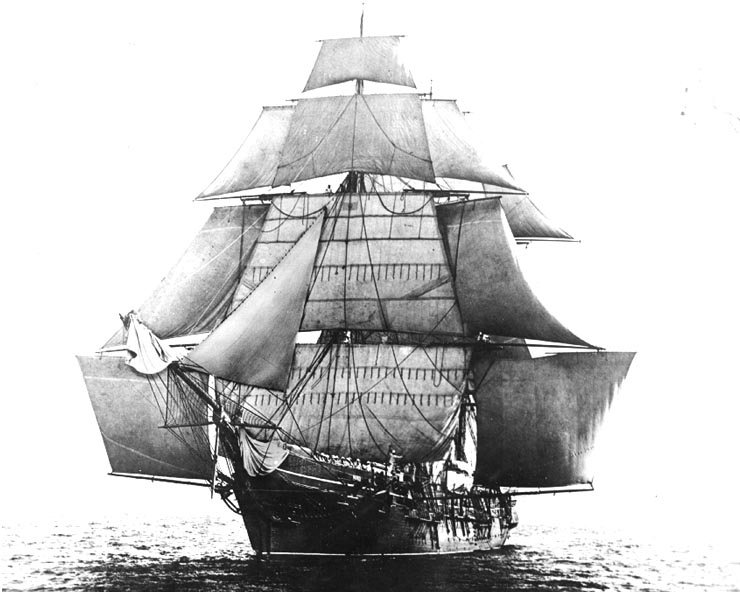
Баркентина флота США Monongahela (1862) с поставленными лиселями.

Ли́сель-спи́рты — элементы рангоута парусного судна, представляющие собой тонкие рангоутные деревья на фока- и грота-реях и на фор- и грот-марса-реях, служащие для постановки дополнительных парусов — лиселей.

## История
Первые упоминания о лиселях на нижних реях относятся к 1625 году, однако тогда применение лиселей было ещё довольно редким, единичным явлением. Достаточно широко они стали применяться после 1660 года. Начиная с этого времени лисель-спирты и необходимые для них бугели стали упоминаться в литературе. Первые лисель-спирты устанавливались только на нижних реях фок- и грот-мачт, а после 1675 года они стали применяться и на марса-реях.

## Конструкция
На всех судах, кроме голландских, лисель-спирты устанавливались перед реями. Бугели для них делались из железных полос, изогнутых восьмёркой, при этом ноковый бугель располагался на ноке рея, а третной (внутренний) сдвигался на 1/6 его длины.
Длина лисель-спиртов составляла от 0,3 до 0,4 длины рея. Диаметр их внутреннего конца был равен 1/50 длины, внешнего — вдвое меньше. Выстрелы, на которых растягивались нижние края ундер-лиселей, крепились гаками за обухи русленей. Длина этих выстрелов составляла от 0,5 до 0,6 длины марса-лисель-спиртов.